# Teofil Anaszkiewicz
Teofil Anaszkiewicz (ur. 1888 w Przeworsku, zm. 10 września 1918 w Lublinie) – prawnik, dziennikarz, członek Ligi Narodowej.

## Życiorys
Uczęszczał do IV gimnazjum we Lwowie, które ukończył w 1906. Studiował na Uniwersytecie Lwowskim. Był członkiem Czytelni Akademickiej. Należał także do „Zetu”, skąd – po uprzednim zawieszeniu – usunięto go za negatywne opinie o kierownictwie organizacji (1909). Działał w „Sokole” i „Zarzewiu”. Jesienią 1914 związał się ponownie z endecją, a w kolejnym roku został przyjęty do Ligi Narodowej. Kierował Wydziałem Spraw Wewnętrznych Rady Polskiej Zjednoczenia Międzypartyjnego. Był również sekretarzem generalnym tej struktury. Redagował w Moskwie pismo „Rzeczpospolita”.